# Castanyer japonès
Castanea crenata, el castanyer japonès, és un arbre del gènere Castanea, de la família Fagaceae nadiu del Japó i Corea del Sud.
És un arbre caducifoli d'entre 10 a 15 metres d'alçària, amb fulles de 8 a 19 cm de llarg i 3 a 5 cm d'amplada. Les flors d'ambdós sexes, d'entre 7 a 20 cm de llarg sorgeixen en inflorescències alçades, les masculines en la part superior de la planta i les femenines en la inferior. Floreig a l'estiu i cap a la tardor desenvolupa espinoses castanyes, contenint entre 3 i 7 anous de color marró que s'obren a l'octubre.
Al Japó i al sud de Corea es troben àmpliament disseminat com a arbre de boscatge. També és plantat extensament al Japó com a arbre d'hort. Es coneixen moltes varietats hortícoles i les seves castanyes varien de grandària.

## Sinonímia
- Castanea japonica
- Castanea pubinervi
- Castanea stricta[1]